# 蓮光院初馬寺
蓮光院 初馬寺（れんこういん はつうまでら）は、三重県津市にある真言宗御室派の寺院。山号は馬宝山。聖徳太子開基の伝承をもつ寺院で、通称「津の初午さん」。三重四国八十八箇所第64番札所。本尊は馬頭観音。

## 歴史
伝承では推古天皇22年（614年）、厄年で病となった聖徳太子が自ら刻んだ馬頭観世音菩薩を祀ったのが始まりという。四天王寺の建立を発願した聖徳太子は伊勢の地に赴いていたが、自らの病に加えて、母、正妃も不例との報を受けており、伽藍造営も進まず困惑していた。恵慈の教示を受けた聖徳太子は、自ら馬頭観音を刻むとともに、恵慈に大日如来、慧聡に阿弥陀如来を刻ませ、草堂を建てて法興寺の善徳僧正を召したところ、各人の病は平癒して伽藍も順調に竣工したという。
江戸時代 津藩主藤堂家の祈願所となる

## 文化財
重要文化財（国指定）
- 木造大日如来坐像 - 平安時代前期
- 木造阿弥陀如来坐像 - 平安時代後期

## 信仰
- 馬頭観音 - 厄除け
- 魚籃観音 - 豊漁・商売繁盛・縁結び

## 行事
- 2月3日 - 星祭り、転禍為福・福寿増長
- 3月初午の日 - 初午会式、厄除祈願
- 7月丑の日 - 木瓜加持、諸病平癒
- 8月丑の日 - 木瓜加持、諸病平癒